# IC 4317
IC 4317 је спирална галаксија у сазвјежђу Волар која се налази на листи објеката дубоког неба у Индекс каталогу.
Деклинација објекта је + 27° 6' 23" а ректасцензија 13h 41m 45,8s. Привидна величина (магнитуда) објекта IC 4317 износи 14,7 а фотографска магнитуда 15,5. IC 4317 је још познат и под ознакама NPM1G +27.424, PGC 87672.